# Кобиляне
Кобиляне (болг. Кобиляне) — село в Болгарии. Находится в Кырджалийской области, входит в общину Кырджали. Население составляет 300 человек.

## Политическая ситуация
В местном кметстве Кобиляне, в состав которого входит Кобиляне, должность кмета (старосты) исполняет Ерхан Мюмюн Изет (Движение за права и свободы (ДПС)) по результатам выборов правления кметства.
Кмет (мэр) общины Кырджали — Хасан Азис (Движение за права и свободы (ДПС)) по результатам выборов в правление общины.